# لوکاته دی تریولتزی
لوکاته دی تریولتزی (به ایتالیایی: Locate di Triulzi) یک کومونه در ایتالیا است که در استان میلان واقع شده‌است. لوکاته دی تریولتزی ۱۲٫۳ کیلومتر مربع مساحت و ۹٬۹۶۲ نفر جمعیت دارد و ۱۵۰ متر بالاتر از سطح دریا واقع شده‌است.